# Dhangadhi
Dhangadhi (nep. धनगढी) – miasto w zachodnim Nepalu; przy granicy z Indiami; stolica dystryktu Kailali. Według danych szacunkowych na rok 2010 liczy 94 779 mieszkańców. Ośrodek przemysłowy.